# Chymomyza wirthi
Chymomyza wirthi är en tvåvingeart som beskrevs av Wheeler 1954. Chymomyza wirthi ingår i släktet Chymomyza och familjen daggflugor. Inga underarter finns listade i Catalogue of Life.